# Escrime aux Jeux paralympiques d'été de 1964
Navigation
Rome 1960 Tel Aviv 1968
La compétition d'escrime des Jeux paralympiques d'été de 1964 se déroulent dans la ville de Tokyo. Sept épreuves y sont organisées.

## Résultats

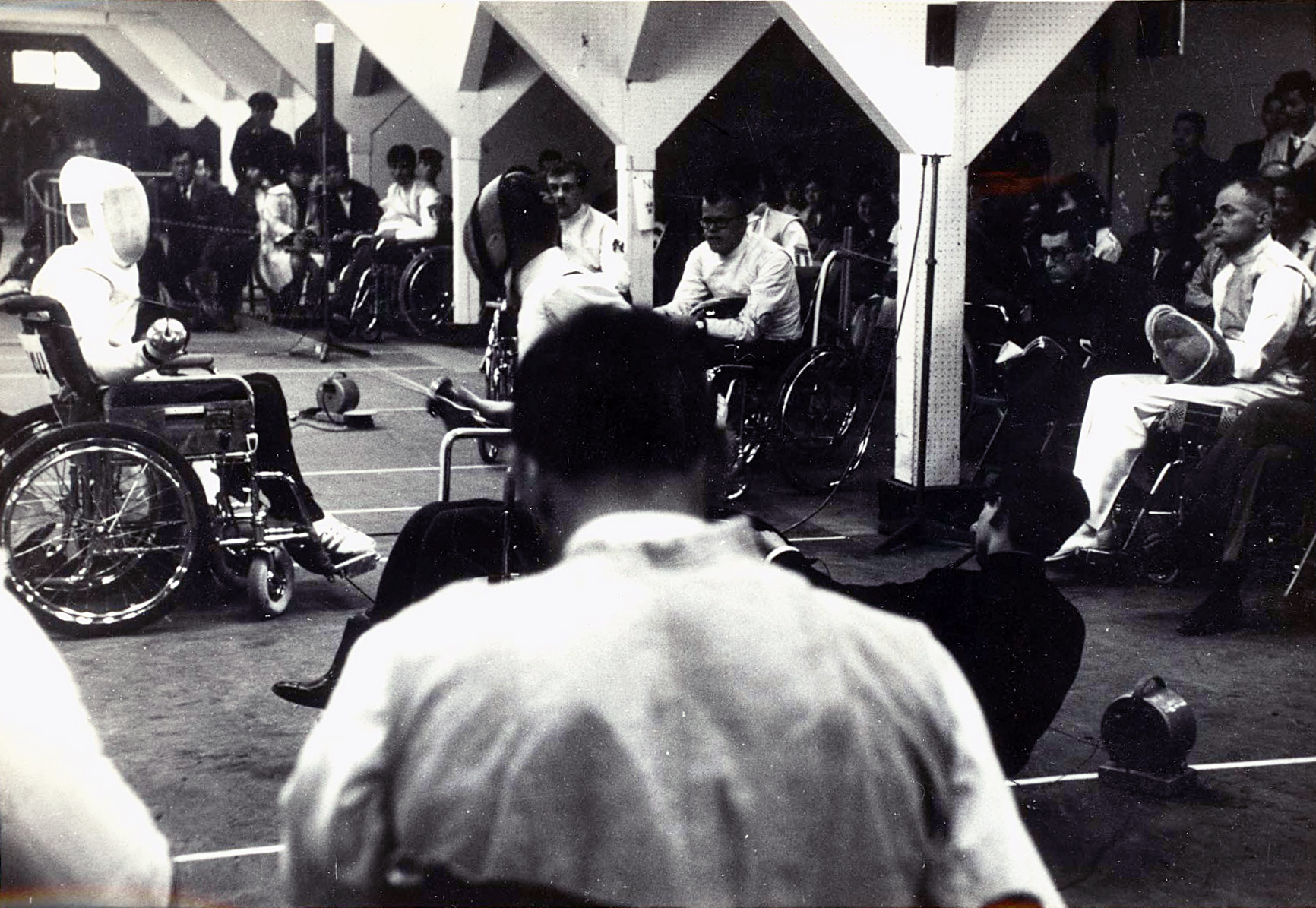
L'épreuve masculine.

### Podiums masculins
| Épreuves           | Or                                            | Argent                                          | Bronze                                             |
| ------------------ | --------------------------------------------- | ----------------------------------------------- | -------------------------------------------------- |
| Épée individuel    | Serge Bec (FRA)                               | Roberto Marson (ITA)                            | Germano Pechenino (ITA)                            |
| Épée par équipes   | Italie Roberto Marson Renzo Rogo Franco Rossi | France Serge Bec Michel Foucre Aimé Planchon    | Grande-Bretagne B. Dickson J. Shipman Cyril Thomas |
| Fleuret individuel | Cyril Thomas (GBR)                            | Francis Ponta (AUS)                             | Carfagna (ITA)                                     |
| Sabre individuel   | Serge Bec (FRA)                               | Roberto Marson (ITA)                            | Aimé Planchon (FRA)                                |
| Sabre par équipes  | France Serge Bec Michel Foucre Aimé Planchon  | Japon Shigeo Aono Shigeo Harasawa Teiichi Saito | Italie Roberto Marso Renzo Rogo Franco Rossi       |

### Podiums féminins
| Épreuves            | Or                                               | Argent                                                | Bronze                                           |
| ------------------- | ------------------------------------------------ | ----------------------------------------------------- | ------------------------------------------------ |
| Fleuret individuel  | Anna Maria Toso (ITA)                            | Judith Waterman (USA)                                 | Daphne Ceeney (AUS)                              |
| Fleuret par équipes | Italie Elena Monaco Irene Monaco Anna Maria Toso | Grande-Bretagne Valerie Forder S. Jones Dick Thompson | États-Unis Ella Cox Carol Giesse Judith Waterman |

### Tableau des médailles
| Rang  | Nation          | Or | Argent | Bronze | Total |
| ----- | --------------- | -- | ------ | ------ | ----- |
| 1     | Italie          | 3  | 2      | 3      | 8     |
| 2     | France          | 3  | 1      | 1      | 5     |
| 3     | Grande-Bretagne | 1  | 1      | 1      | 3     |
| 4     | Australie       | 0  | 1      | 1      | 2     |
| 5     | Japon           | 0  | 1      | 0      | 3     |
| Total | Total           | 7  | 7      | 7      | 21    |